# Кириллов, Денис Леонидович
Денис Леонидович Кириллов (род. 7 марта 1974, Ленинград, СССР) — российский актёр театра и кино, режиссёр, театральный педагог, актёр озвучивания и дубляжа.

## Биография
Родился 7 марта 1974 года в Ленинграде в семье инженеров.
В детстве увлекался спортом: сначала плаванием, затем водным поло. Входил в состав юношеской сборной, неоднократно становился чемпионом Ленинграда и многократным призером всесоюзных турниров по водному поло.
В 1996 году окончил Санкт-Петербургскую государственную академию театрального искусства (до 1993 года — ЛГИТМиК им. Н.К. Черкасова, затем — СПбГАТИ, с 2015 года — РГИСИ) по специальности «Актёр драматического театра и кино» (мастерская Д. Х. Астрахана). Среди однокурсников — Анна Банщикова, Екатерина Ионас, Андрей Федорцов, Алексей Шевченков, Иван Паршин, Геннадий Свирь, Марк Горонок .
В кино и на профессиональной сцене дебютировал еще будучи студентом — в 1993 году в кинофильме Дмитрия Астрахана «Ты у меня одна» и в 1995 году в спектакле Дмитрия Астрахана «Алхимики» в Театре комедии им. Н. П. Акимова.
Фильмография насчитывает более 100 полнометражных фильмов и сериалов. Занимается озвучиванием и дубляжом.
В 1996—1998 годы был вольнослушателем на кафедре режиссуры в мастерской Г. Р. Тростянецкого в Санкт-Петербургской государственной академии театрального искусства.
В 2000 году поступил на курс режиссуры в Санкт-Петербургский государственный институт кино и телевидения (СПбГИКиТ) в мастерскую В. В. Бортко и И. А. Хамраева (неоконченное второе высшее образование).
C 2017 года преподаёт актёрское мастерство в Академии креативных индустрий «Локон» (направление «Актёрское искусство», специальность «Актёр драматического театра и кино»).
С 2018 года работает в качестве преподавателя актёрского мастерства в Балтийском институте экологии, политики и права (БИЭПП) (факультет искусств, кафедра актёрского мастерства. С 2019 года — мастер актёрского курса.

### TEATR 101
Основатель и художественный руководитель «минималистичного театра с мужским характером» «TEATR 101». В репертуаре — постановки по пьесам Энтони Шеффера («Игра на вылет»), Уильяма Гибсона («Сотворившая чудо»), Эдварда Олби («Что случилось в зоопарке?»), Ясмины Реза («Art»), Славомира Мрожека («Эмигранты»), Аллы Соколовой («Фантазии Фарятьева»), Дмитрия Липскерова («Школа с театральным уклоном»), Ярославы Пулинович («Наташины мечты»), Николая Коляды («Всеобъемлюще»), Валентина Красногорова («Две женщины»: «Визит молодой дамы» и «Женская доля»), Николая Эрдмана («Самоубийца»), клоунада для взрослых «Вэлкам!».
За десять лет существования «TEATR 101» спектакли театра шли на разных камерных площадках Санкт-Петербурга (малая сцена ТЮЗа им. А.А. Брянцева, малая сцена ЛДМ, малая сцена Театра им. Ленсовета, театры «Особняк», «Приют комедианта», «За Черной речкой», «Алеко», «Плоды Просвещения», «Легенда», «Парнас», пространство «Театральная долина» в «Арт-Музе», сцена Музея современного искусства «Эрарта» и др.).
Постановки «TEATR 101» были включены в программы фестиваля камерных театров и спектаклей малых форм «ArtОкраина» (получили приз Содружества негосударственных театров Санкт-Петербурга в 2013 году), театрального фестиваля «ГЛОБУС 2.0» (проходил в Москве в 2016 году), Х юбилейного фестиваля театральных школ Петербурга «Вешалка» (проходил в Доме народного творчества в 2022 году). «TEATR 101» принимал участие в грантовом конкурсе «Активный город 2022. Соцпредприниматели» (стал финалистом с проектом «Серебряные зрители»).
В рецензии на спектакль «TEATR 101» «Что случилось в зоопарке?» отмечается, что «Режиссер постановки Денис Кириллов в интерпретации пьесы не только поменял героев на героинь, но и дополнил театральное действие видеорядом, ритмом и, соответственно, новыми смыслами».
В рецензии на спектакль 
«Хорошо. Очень!» театра «Приют комедиантов» отмечено "Спасибо Наталье Парашкиной и Денису Кириллову, сыгравшим «Сапожки»".

## Творчество

### Театр

#### Режиссёрские работы
- 2021 — «Всеобъемлюще» по пьесам Н. Коляды
- 2021 — «Фантазии Фарятьева» по пьесе А. Соколовой
- 2021 — «Вэлкам!», клоунада для взрослых
- 2021 — «Две женщины» по пьесам В. Красногорова
- 2021 — «Сотворившая чудо» по пьесе У. Гибсона
- 2022 — «Что случилось в зоопарке?» по пьесе Э. Олби
- 2022 — «Школа с театральным уклоном» по пьесе Д. Липскерова
- 2023 — «Школа лжи (Скупой)» по пьесе Ж. Б. Мольера
- 2023 — «Самоубийца» по пьесе Н. Эрдмана

#### Театральные работы

##### Санкт-Петербургский государственный театр комедии им. Н.П. Акимова
- 1995 — «Алхимики» по пьесе Бена Джонсона (режиссер: Д. Астрахан) — Глашатай
- 1996 — «Планета любви» по пьесе Олега Данилова (режиссер: Д. Астрахан) — Убийца
- 1996 — «Урфин Джюс и его деревянные солдаты» по сказочной повести Александра Волкова (режиссер: А. Горбатый) — Смелый лев
- 1997 — «Зойкина квартира» по пьесе Михаила Булгакова (режиссер: Ю. Аксенов) — Гость

##### Национальный драматический театр России (Александринский театр)
- 1999 — «Русская народная почта» по пьесе Олега Богаева (режиссер: И. Селин) — Ленин

##### Санкт-Петербургский государственный театр «Балтийский дом»
- 1998 — «Игроки» по пьесе Николая Гоголя (реж. И. Селин)

##### «Петербургский экспериментальный театр»
- 2000 — «На дне» по пьесе Максима Горького (режиссер: В. Перминов) — Татарин

##### Санкт-Петербургский театр «Мюзик-Холл» (Музыкальный театр им. Ф.И. Шаляпина)
- 2007 — «Бешеные псы» (режиссер: Дж. Ди Капуа) — Блондин

##### Драматический театр сатиры на Васильевском
- 2009 — «Лейтенант» по пьесе Мартина Макдонаха (режиссер: А. Утеганов) — Кристи

##### Лаборатория «ON.ТЕАТР»
- 2010 — «Анна» по пьесе Юрия Клавдиева (реж. Г. Володин) — Председатель

##### Санкт-Петербургский драматический театр «Особняк»
- 2000 — «Эрик XIV» по пьесе Августа Стринберга (режиссер: В. Золотарь) — Монс
- 2012 — «Король умирает» по пьесе Эжена Ионеско (режиссер: А. Слюсарчук) — Доктор
- 2014 — «Однажды летним днем...» по пьесе Юна Фоссе (режиссер: А. Слюсарчук)

##### «Такой театр»
- 2013 — «Тестостерон» по пьесе Анджея Сарамоновича (режиссер: А. Баргман) — Фистах

##### «TEATR 101»
- 2012 — «Эмигранты» по пьесе Славомира Мрожека (режиссер И. Селин) — работяга
- 2013 — «Игра на вылет» по пьесе Энтони Шаффера (режиссер: С. Петров) — Эндрю Уайк
- 2018 — «АРТ» по пьесе Ясмины Реза (режиссер: Д. Старков) — Серж

##### Санкт-Петербургский государственный драматический театр «Приют комедианта»
- 2000 — «Эмигранты» по пьесе Славомира Мрожека (режиссер: И. Селин) — ХХ
- 2001 — «Папа, бедный папа…» по пьесе Артура Копита (режиссер: И. Селин) — Бой-лейтенант
- 2001 — «Оловянный, Деревянный, Стеклянный» по пьесе Виктора Ольшанского (режиссер: С. Каргин)
- 2002 — «Пинтер. Про любоff…» по пьесе Гарольда Пинтера (режиссер: В. Мозолькова)
- 2004 — «А ты еще не падал с американских горок?» по произведению Вуди Аллена «Бог» (режиссер: Е. Ростовский) — Бог
- 2005 — «Трамвай „Желание“» по пьесе Тенесси Уильямса (режиссер: М. Бычков) — Стенли Ковальски
- 2006 — «Покрывало Пьеретты» по пьесе Артура Шницлера (режиссер: Н. Дручек) — Отец
- 2008 — «Человек-подушка» по пьесе Мартина Макдонаха (режиссер: А. Коваленко) — Ариль
- 2008 — «Лулу» по пьесе Франка Ведекинда (режиссер: Г. Жено) — Шиголих
- 2009 — «Тетка Чарлея из Бразилии» по пьесе Томаса Брэндона (режиссер: В. Минков) — Спетлайг
- 2010 — «Лиса и Виноград» по пьесе Гильерме Фигейредо (режиссер: А. Корионов) — Агностос
- 2016 — «Женитьба Фигаро» по пьесе Пьера Огюстена Карона де Бомарше (режиссер: В. Сенин) — Граф Альмавива
- 2017 — «Хорошо! Очень!» по рассказам Василия Шукшина (режиссер: В. Сенин)
- 2019 — «Вий» по повести Николая Гоголя (режиссер: В. Сенин) — Явтух, Сотник, Халява
- 2022 — «Щелкунчик» по сказке Эрнста Теодора Амадея Гофмана (режиссер: В. Любский) — Отец, Король, Крысиный король

## Фильмография
| Год       |     | Название                           | Роль |
| --------- | --- | ---------------------------------- | --- |
| 1993      | ф   | Ты у меня одна                     | эпизод |
| 1993      | ф   | Всё будет хорошо                   | эпизод |
| 1994      | ф   | Трое                               | эпизод |
| 1995      | ф   | Концерт для крысы                  | Сотрудник НКВД |
| 1997      | ф   | Брат                               | рэкетир на рынке |
| 1997      | с   | Зимняя вишня                       | Молодой мичман |
| 1997—1998 | с   | Улицы разбитых фонарей             | Витек |
| 1998      | ф   | Блокпост                           | Кайф (главная роль) |
| 1998      | ф   | Дух                                | эпизод |
| 1998      | ф   | Горько!                            | Хулиган |
| 1998      | ф   | Особенности национальной рыбалки   | Мичман |
| 1999—2000 | с   | Убойная сила                       | эпизод |
| 2000      | с   | Бандитский Петербург               | Бандит Казанский |
| 2000      | с   | Русские страшилки                  | Сторож автостоянки |
| 2000      | с   | Агент национальной безопасности    | эпизод |
| 2001      | с   | По имени Барон                     | эпизод |
| 2001      | с   | Крот                               | Санёк (Александр Иванович Симбирский) бандит из группировки Кузьмичёва (убит Костей в 10-й серии 1-го сезона) (1-й сезон, ‡) |
| 2002      | ф   | Олигарх                            | Бритый |
| 2002      | с   | Ключи от смерти                    | Сержант |
| 2002      | ф   | Прикованный                        | эпизод |
| 2003      | с   | Черный ворон                       | эпизод |
| 2003      | ф   | «Seven Invisible Men»              | Бобик (главная роль) |
| 2005      | с   | Гибель империи                     | Солдат |
| 2004      | с   | Черт-нечет                         | Тугушев (главная роль) |
| 2005      | с   | Большая прогулка                   | Саня |
| 2005      | с   | Короткое дыхание                   | эпизод |
| 2005      | кор | Нинуля                             | Родной (главная роль) |
| 2006      | с   | Секретные поручения                | Дрын |
| 2006      | с   | Коллекция                          | Убийца |
| 2006      | ф   | Мечта                              | Айсор |
| 2006      | ф   | Бумер. Фильм второй                | Миха |
| 2006      | с   | Белый город                        | эпизод |
| 2006      | ф   | Меченосец                          | эпизод |
| 2007      | с   | Диверсант 2: Конец войны           | Зотов |
| 2007      | кор | Сценарий                           | Продюсер (главная роль) |
| 2007      | с   | Преступление и наказание           | Большой дворник |
| 2008      | с   | Псевдоним «Албанец»-2              | Леня |
| 2008      | ф   | Каменная башка                     | Телохранитель Круглого |
| 2008      | с   | Морские дьяволы                    | Спазм |
| 2008      | с   | Литейный, 4                        | Серов |
| 2008      | с   | Дорожный патруль 2                 | Алимов |
| 2008      | с   | Передел. Кровь с молоком           | Тузлук |
| 2009      | ф   | Похороните меня за плинтусом       | Таксист |
| 2009      | с   | Летучий отряд                      | Лобов |
| 2009      | с   | Литейный, 4                        | Жукалин |
| 2010      | с   | Тульский Токарев                   | Ваня Матросов |
| 2010      | с   | Клеймо                             | Рашпиль |
| 2010      | с   | Улицы разбитых фонарей             | Окунев |
| 2010      | с   | Робинзон                           | Мичман Бугай |
| 2011      | с   | Черный город                       | Гурьев |
| 2011      | с   | Страховщики                        | Тарасов |
| 2011      | с   | Ментовские войны-5                 | Шувалов |
| 2011      | с   | Беглец                             | Бомбила |
| 2011      | ф   | Жила-была одна баба                | Командир продотряда |
| 2011      | с   | Забытый                            | эпизод |
| 2011      | с   | Надежда                            | Михеев |
| 2011      | с   | Тайны следствия                    | Углевич |
| 2011      | с   | Отрыв                              | Николаев |
| 2011      | с   | ППС                                | Зыка |
| 2012      | с   | Груз (Фельдъегеря)                 | Леший |
| 2012      | с   | Кулинар                            | Кутеп |
| 2012      | с   | Хмуров                             | Митяй |
| 2012      | с   | Братство десанта                   | Кондаков |
| 2012      | с   | Время Синдбада                     | Краб |
| 2012      | с   | Дед Иван и Санька                  | Зяма |
| 2012      | с   | Наружное наблюдение                | Серый |
| 2012      | с   | Ржавчина                           | Анатолий Паршко, капитан полиции                                                                                             |
| 2013      | с   | Дорогая                            | Майор Смирнов |
| 2013      | с   | Ковбои                             | Мормон |
| 2013      | с   | Морские дьяволы. Смерч 2           | Главарь |
| 2013      | с   | Шеф-2                              | Маратов |
| 2014      | с   | Лучшие враги                       | Жбанов |
| 2014      | с   | Профессионал                       | Брат Руслана |
| 2014      | с   | Седьмая руна                       | Семен |
| 2014      | с   | Трюкач                             | Спонсор |
| 2014      | с   | Ультиматум                         | Тоха |
| 2015      | с   | Невский                            | Чахлый |
| 2015      | с   | Белая стрела. Возмездие            | Кирилл |
| 2015      | с   | Высокие ставки                     | Муравьев |
| 2015      | с   | Дружина                            | Шарукан |
| 2015      | с   | Инспектор Купер-2                  | Бирюк |
| 2016      | с   | Беги!                              | Шура |
| 2016      | ф   | Картина маслом                     | Каин |
| 2016      | с   | Мажор-2                            | Сотрудник ДПС |
| 2016      | с   | Ментовская сага (Милицейская сага) | Лысый |
| 2016      | с   | Следователь Тихонов                | Вахтер |
| 2016      | с   | Такая работа                       | Главарь грабителей |
| 2019      | с   | Реализация                         | Буров |
| 2019      | с   | Немедленное реагирование           | Борзов |
| 2019      | с   | Формула преступления               | Леонидас |
| 2021      | с   | Невский                            | Саймон |
| 2022      | с   | Кунгур                             | Бригадир рыбаков |
| 2022      | с   | Морские дьяволы. Дальние рубежи    | Мокей |
| 2022      | ф   | Сказка для старых                  | Миша |
| 2023      | с   | Аутсайдер                          | Черняев |
| 2023      | ф   | Пять процентов                     | Главный |

### Интервью
«Денис Кириллов — самый знаменитый „браток“ отечественного кинематографа», дзен-канал «Супер-штучки CINEMA», 25 апреля 2022
Денис Кириллов. Интервью, дзен-канал «Театральный Петербург», 14 мая 2022